# Верхний Золоторожский переулок
Ве́рхний Золоторо́жский переу́лок — переулок, расположенный в Юго-Восточном административном округе города Москвы на территории района Лефортово.

## История
Переулок носит своё название с 1914 года. При своём возникновении являлся тупиком и назывался Тупой переулок, а затем Золоторожский тупик. Название связано с протекавшим вблизи ручьём Золотой Рожок, который ныне заключён в трубу.

## Расположение
Улица находится между Таможенным проездом и Средним Золоторожским переулком, по пути пересекаясь с Золоторожским проездом.
На этой улице расположено несколько зданий, среди которых школа № 1229.

## Транспорт
Рядом на Волочаевской улице проходит трамвайная линия.
По самой дороге движения общественного транспорта нет.

### Метро
- Станция метро «Площадь Ильича» Калининской линии — в 0,3 км на юго-восток.
- Станция метро «Римская» Люблинско-Дмитровской линии — в 0,5 км на юго-восток.

### Железнодорожный транспорт
- Платформа «Серп и Молот» Горьковского направления МЖД — в 0,1 км на юго-восток.
- Платформа «Москва-Товарная» Курского направления МЖД — в 1,2 км на юго-восток.